# Publius Valerius Cato
Publius Valerius Cato (* um 95 v. Chr.; Todesdatum unbekannt) war ein römischer Dichter und Philologe. 
Über sein Leben erzählt Sueton in der Schrift über die Grammatiker. Einige Quellen berichteten demnach, Cato sei der Freigelassene eines Burrienus aus Gallien gewesen. Sueton verweist auf Catos Schrift „Indignatio“, der zufolge Cato frei geboren und Waise geworden sei. Unter Sulla habe man ihn um sein Vermögen gebracht. Er habe viele unter den vornehmen Leuten unterrichtet. Der Bericht bei Sueton enthält auch Fragmente des Bibaculus mit Bemerkungen über Catos ärmliches Leben und seine herausragende Rolle als Philologe und Dichter.
Er übertrug die griechische Dichtung in Theorie und Praxis in die römische Dichtung, wobei er sich besonders um Kallimachos bemühte. Diese Leistung wurde grundlegend für die Neoteriker. Manfred Fuhrmann bezeichnet ihn (unter dem Namen Gaius Valerius Cato) als „Gründer“ und „eine Art Schulhaupt“ dieser Dichtergruppe. Allerdings ist von seinen Werken nichts erhalten geblieben.